# IC 2399
IC 2399 је ознака објекта на координатама са ректансцензијом 8h 46m 50,1s и деклинацијом + 18° 54" 55'. Открио га је Макс Волф, 13. јануара 1901. Каснијим посматрањима на том положају није уочен никакав астрономски објекат.